# Neoarisemus plesius
Neoarisemus plesius är en tvåvingeart som beskrevs av Duckhouse 1978. Neoarisemus plesius ingår i släktet Neoarisemus och familjen fjärilsmyggor. Inga underarter finns listade i Catalogue of Life.